# Recensement de la Grèce de 2011
Le recensement de la population et des habitations de 2011 (en grec moderne : Απογραφή Πληθυσμού-Kατοικιών 2011) appelé recensement général de 2011 (en grec moderne : Γενικές Απογραφές 2011), est un recensement de la population, en Grèce, effectué par l'Autorité statistique hellénique, au nom de l'État grec, entre le 10 et le 24 mai 2011. Il est réalisé dans le cadre du recensement de l'Union européenne de 2011 (en). Son but est de recenser le nombre de personnes, dans le pays, ainsi que d'étudier les caractéristiques sociales de la population.
Les résultats définitifs du recensement sont annoncés le 28 décembre 2012, avec une légère correction en 2014. Selon les résultats définitifs, la population résidente totale de la Grèce est de 10 815 197 habitants au jour du recensement, avec une marge d'erreur de 2,84 %.

## Portée et format
Le recensement de 2011 est réalisé pour connaître le nombre de personnes en Grèce au moment du recensement, les conditions démographiques, sociales et économiques des résidents et des ménages, ainsi que le parc immobilier disponible dans le pays.
Le recensement est réalisé dans un format conforme aux règlements de l'Union européenne. 
Il s'agit du premier recensement en Grèce réalisé sur plusieurs jours, au lieu d'un seul, afin de faciliter la tâche des habitants.
Il s'agit également du premier recensement effectué conformément aux lignes directrices de l'Autorité hellénique de protection des données (el), dans ce domaine.

### Pyramide des âges

Pyramide des âges de la Grèce basée sur le recensement de 2011.

## Résultats

### Tableau
| Région                                                  | Chiffres absolus | Chiffres absolus | Chiffres absolus | Sexe (%) | Sexe (%) | Âge moyen | Âge moyen | Naissance en (%) | Naissance en (%) | Statut marital (%) | Statut marital (%) | Statut marital (%) | Statut marital (%) | Statut marital (%) |
| Région                                                  | Total            | Homme            | Femme            | Homme    | Femme    | Rural     | Urbain    | Grèce            | À l'étranger     | Célibataire        | Marrié             | Veuf               | Divorcé            | Autre              |
| ------------------------------------------------------- | ---------------- | ---------------- | ---------------- | -------- | -------- | --------- | --------- | ---------------- | ---------------- | ------------------ | ------------------ | ------------------ | ------------------ | ------------------ |
| Attique                                                 | 3 827 624        | 1 845 279        | 1 982 345        | 48.2     | 51.8     | 44.2      | 41.3      | 85.63            | 14.37            | 40.85              | 47.06              | 7.11               | 4.12               | 0.86               |
| Macédoine-Centrale                                      | 1 881 869        | 912 577          | 969 292          | 48.5     | 51.5     | 47.6      | 39.8      | 87.17            | 12.83            | 38.52              | 50.36              | 7.69               | 2.75               | 0.67               |
| Thessalie                                               | 732 762          | 362 194          | 370 568          | 50.7     | 49.3     | 48.5      | 40.3      | 92.45            | 7.55             | 36.92              | 52.36              | 8.23               | 2.05               | 0.44               |
| Grèce-Occidentale                                       | 679 796          | 339 310          | 340 486          | 49.9     | 50.1     | 45.3      | 39.6      | 92.95            | 7.05             | 41.13              | 48.32              | 7.76               | 2.30               | 0.49               |
| Crète                                                   | 623 065          | 308 665          | 314 400          | 49.5     | 50.5     | 43.9      | 37.8      | 89.06            | 10.94            | 40.31              | 49.71              | 6.66               | 2.68               | 0.64               |
| Macédoine-Orientale-et-Thrace                           | 608 182          | 299 643          | 308 539          | 49.3     | 50.7     | 46.2      | 39.9      | 89.36            | 10.64            | 35.84              | 52.93              | 8.52               | 2.23               | 0.49               |
| Péloponnèse                                             | 577 903          | 291 777          | 286 126          | 50.5     | 49.5     | 47.1      | 41.1      | 88.53            | 11.47            | 37.05              | 51.50              | 8.37               | 2.56               | 0.52               |
| Grèce-Centrale                                          | 547 390          | 277 475          | 269 915          | 50.7     | 49.3     | 47.5      | 40.5      | 90.30            | 9.70             | 36.96              | 51.88              | 8.40               | 2.29               | 0.47               |
| Épire                                                   | 336 856          | 165 775          | 171 081          | 49.2     | 50.8     | 48.5      | 39.9      | 91.18            | 8.82             | 36.95              | 52.47              | 8.32               | 1.87               | 0.39               |
| Égée-Méridionale                                        | 308 975          | 155 845          | 153 130          | 50.4     | 49.6     | 42.2      | 38.4      | 85.95            | 14.05            | 39.79              | 50.41              | 5.84               | 3.22               | 0.74               |
| Macédoine-Occidentale                                   | 283 689          | 141 779          | 141 910          | 50.0     | 50.0     | 47.6      | 39.8      | 92.29            | 7.71             | 36.94              | 52.71              | 8.16               | 1.80               | 0.39               |
| Îles Ioniennes                                          | 207 855          | 102 400          | 105 455          | 49.3     | 50.7     | 44.3      | 41.7      | 86.72            | 13.28            | 36.89              | 51.11              | 7.85               | 3.41               | 0.74               |
| Égée-Septentrionale                                     | 199 231          | 99 984           | 99 247           | 50.2     | 49.8     | 45.1      | 40.7      | 91.71            | 8.29             | 37.10              | 51.04              | 8.61               | 2.68               | 0.56               |
| Total                                                   | 10 815 197       | 5 302 703        | 5 512 494        | 49.0     | 51.0     | 46.2      | 40.6      | 88.1             | 11.9             | 39.08              | 49.60              | 7.59               | 3.07               | 0.66               |
| Source: Recensement de 2011 (tableaux A01, A04 et A06). |                  |                  |                  |          |          |           |           |                  |                  |                    |                    |                    |                    |                    |